# 北海道道265号熱郛白井川線
北海道道265号熱郛白井川線（ほっかいどうどう265ごう ねっぷしろいかわせん）は、北海道寿都郡黒松内町内を結ぶ一般道道（北海道道）である。

## 概要

### 路線データ
- 起点：北海道寿都郡黒松内町熱郛（北海道道9号寿都黒松内線交点）
- 終点：北海道寿都郡黒松内町白井川（国道5号交点）
- 総延長：6.578 km
- 実延長：6.479 km
- 重用延長：0.099 km

## 歴史
- 1957年（昭和32年）7月25日 - 195号熱郛熱郛停車場線として路線認定（国鉄（当時） 函館本線 熱郛駅前を終点とした）[1]。
- 1976年（昭和51年）3月31日 - 路線名を熱郛白井川線に、終点を国道5号交点に変更[2]。
- 1994年（平成6年）10月1日 - 路線番号を265号に変更[3]。

この路線の前身は、1950年（昭和25年）3月14日に認定された準地方費道195号熱郛熱郛停車場線である。

## 路線状況

### 道路施設

#### 主な橋梁
- 八千代橋（39 m、チョポシナイ川、黒松内町熱郛-黒松内町チョポシナイ）
- 熱郛跨線橋（49 m、函館本線、黒松内町大谷地）

## 地理
- JR函館本線にほぼ並行して走る。

### 通過する自治体
- 後志総合振興局
  - 寿都郡黒松内町

### 交差する道路
黒松内町
- 北海道道9号寿都黒松内線 - 熱郛
- 国道5号 - 白井川

### 沿線にある施設など
黒松内町
- JR北海道 函館本線 熱郛駅 - 字白井川